# Vasszív (Marvel Comics)
Vasszív, azaz Riri Williams egy kitalált szuperhős, aki a Marvel Comics által kiadott amerikai képregényekben szerepel. A karaktert 2016-ban Brian Michael Bendis író és Mike Deodato művész alkotta meg, később pedig Eve Ewing és Kevin Libranda tervezte újra. 
A karakter eddig csak TV-ben és videojátékokban tűnt fel, azonban 2022-ben a Fekete Párduc: Vakanda, légy áldott! című filmben fog debütálni a nagyvásznon és saját sorozatot is kap majd Vasszív címmel, ami a Disney+-on kerül bemutatásra. 
A hőst Dominique Thorne fogja alakítani.

## A karakter
Riri Williams egy 15 éves, ösztöndíjas mérnökhallgató az MIT-n. Apja halála után Riri édesanyjával, Ronnie-val és apai nagynénjével, Sharonnal él Chicagóban. A lány okleveles szuperzseni.
Riri egyedül létrehoz egy, a Vasemberéhez hasonló páncélruhát egyetemről lopott anyagok felhasználásával. Amikor az egyetem biztonsági őrei eljönnek a lányért a páncéljában elmenekül.
Később Riri megakadályozza két rab szökését egy új-mexikói börtönből, de ruhája megsérül. Visszatérve anyja házába, Riri a páncélzat javításába kezd. Tony Stark tudomást szerez a lányról és meglátogatja őt. 
Stark úgy dönt, hogy támogatni fogja a lányt, hogy szuperhős válhasson belőle.

## Megjelenése képregényen kívül

### Televíziós megjelenés
A karakter feltűnt a Marvel Rising: Heart of Iron animációs és Marvel Pókember sorozatban. 

### MCU-s megjelenés
Első feltűnése a Fekete Párduc 2. lesz Dominique Thorne alakításában.
Ezután kap saját  sorozatot a karakter a Disney+-on is.

### Videojáték
Vasszív megjelenik játszható karakterként a következő játékokbanː
- Marvel Puzzle Quest (számítógépes, konzolos és mobilos játék)
- Marvel Future Fight (mobilos játék)
- Marvel Avengers Academy (mobilos játék)
- A Lego Marvel Super Heroes 2. részének kiegészítő játékában (számítógépes, konzolos és mobilos játék)
- Marvel Strike Force (mobilos játék)

## Fordítás
- Ez a szócikk részben vagy egészben  az   Ironheart (character) című angol Wikipédia-szócikk ezen változatának fordításán alapul.  Az eredeti cikk szerkesztőit annak laptörténete sorolja fel. Ez a jelzés csupán a megfogalmazás eredetét és a szerzői jogokat jelzi, nem szolgál a cikkben szereplő információk forrásmegjelöléseként.